# Braziliaanse volleybalbond
De Braziliaanse volleybalbond (Portugees: Confederação Brasileira de Voleibol), afgekort als CBV, is de sportkoepel voor het volleybal en beachvolleybal in Brazilië. De bond is opgericht in 1954 en heeft zijn hoofdkantoor in de wijk Barra da Tijuca in Rio de Janeiro. De CBV organiseert de nationale competities – zoals de Superliga's voor mannen en vrouwen – en is verantwoordelijk voor de Braziliaanse volleybalploegen (mannen / vrouwen). De volleybalbonden van de 26 deelstaten en die van het Federaal District zijn bij de sportkoepel aangesloten, terwijl de CBV zelf lid is van zowel de Zuid-Amerikaanse volleybalbond (CSV) als de wereldvolleybalbond (FIVB) en verbonden is aan het Braziliaans olympisch comité.